# Съюз за стопанска инициатива
Съюз за стопанска инициатива (ССИ) (Union for Private Economic Enterprise – UPEE) е българска работодателска организация на фирмите от микро, малък и среден бизнес.
ССИ е основан през 1989 г. с цел насърчаване на стопанската инициатива и представителство на колективните интереси на работодателите в областта на пазара на труда и на индустриалните отношения. Регистриран е през 1990 г. като юридическо лице с нестопанска цел по Закона за лицата и семейството, заменен през 2000 г. от Закон за юридическите лица с нестопанска цел. През 1993 г. е официално признат от правителството като национална асоциация на работодателите, представляваща интересите на малките и средни предприятия в Националния съвет за тристранно сътрудничество (НСТС).
През 2004 г. ССИ създава Център за професионално обучение с лицензирани 30 професии, обхващащи 60 специалности.
От 2022 г. ССИ се председателства от г-жа Васка Бакларова.

## Признаване от правителството
С решение от 13.01.2021 г. Министерски съвет към Република България признава Съюзът за стопанска инициатива за работодателска организация с 4 годишен мандат.
В края на декември 2009 г. ССИ предлага мерки за намаляване на банковите лихви в обръщение към заместник министър-председателя Симеон Дянков. По предложение на Министерски съвет Комисията по труда и социалната политика към Народното събрание на 17.11.2011 г. обсъжда и приема промени в изискванията за признаване на работодателски организации като национално представителни предполагаемо с цел изключването на ССИ от НСТС. Въпреки това ССИ доказва, че отговаря на новоприетите изисквания.
МС на 26 юли 2012 г. приема решение за непризнаване на ССИ за представителна организация на работодателите на национално равнище. Решението е обявено за незаконосъобразно от Върховния административен съд (ВАС) и потвърдено от петчленен състав на ВАС.
С решение 668 от 11.08.2016 Министерски съвет възвръща статута на национално представителна организация на работодателите на Съюза за стопанска инициатива. Съгласно официална справка на НОИ, в организацията членуват 4264 фирми, в които са заети близо 150 000 души.
В Съюза за стопанска инициатива членуват 44 браншови организации.
Организацията има общински организации в 101 общини на Република България.

## Дейност
ССИ е член на Международната организация на работодателите (International Organisation of Employers – IOE) и на Европейския съюз на занаятчиите, малките и средните предприятия – UEAPME.
От 2002 г. ССИ е асоцииран член на Европейската федерация за управление на качеството.
През 2004, 2007 и 2012 г. ССИ председателства на ротационен принцип Асоциацията на организациите на българските работодатели (АОБР).
Съюзът за стопанска инициатива (ССИ) е оторизиран от Европейската Организация за Киберсигурност (ECSO) да издава Лейбъл „Киберсигурност, произведена в Европа“.